# لارنس کراسینگ (آریزونا)
لارنس کراسینگ (به انگلیسی: Lawrence Crossing) یک منطقهٔ مسکونی در ایالات متحده آمریکا است که در آریزونا واقع شده‌است. لارنس کراسینگ ۱٬۱۰۸ متر بالاتر از سطح دریا واقع شده‌است.